# Max Bonnafous
Pour les articles homonymes, voir Bonnafous.
Max Bonnafous, né le 21 janvier 1900 à Bordeaux et mort le 16 octobre 1975 à Nice, est un normalien et homme politique français. 
Au départ membre de la Section française de l'Internationale ouvrière (SFIO), il rejoint les néo-socialistes en 1933 avant d'adhérer à la Collaboration et de devenir ministre du régime de Vichy comme chargé à l'Agriculture et au Ravitaillement. 

## Biographie

### Itinéraire politique avant la guerre
Il est normalien et militant socialiste, membre de la SFIO. Philosophe inspiré par Jean Jaurès, il est maître de conférences en sciences sociales à la faculté de Bordeaux. Il est choisi comme le maître d'œuvre d'une grande édition des Œuvres de Jaurès, préfacée par Léon Blum, qui paraît à partir de 1931 chez Rieder. Neuf volumes paraissent avant la guerre sur la vingtaine prévue.
Proche d'Adrien Marquet et de Marcel Déat, il participe à la scission néo-socialiste de 1933 et milite au Parti socialiste de France. L'année suivante, il est chef de cabinet de Marquet, ministre de l'Intérieur du gouvernement Gaston Doumergue. Il est partisan d'un régime d'ordre en empruntant ses formules au fascisme pour l'éviter : il écrit dans une préface parue en 1933 que « toutes les formes intermédiaires que nous voyons se développer sous nos yeux ont ce caractère commun d'être des efforts d'ordre, qu'on le veuille ou non, qu'on le déplore ou qu'on s'en réjouisse, notre pays sera contraint demain un effort de ce genre »,.
Lors des élections législatives de 1936, il affronte, sous l'étiquette de l'Union socialiste républicaine, par deux fois (la première élection ayant été invalidée) Philippe Henriot à Bordeaux. Il défend alors le programme du Front populaire, et se présente alors comme celui qui est « le mieux à même de battre le fascisme dans cette circonscription ». Il échoue cependant à prendre le fief d'Henriot.

### Ministre de Vichy
De nouveau chef de cabinet d'Adrien Marquet du 27 juin au 6 septembre 1940, il rencontre le 25 juillet 1940 Helmut Knochen qui dirige la petite équipe de la SIPO installée à Paris par Himmler et Heydrich contre l'avis de la Wehrmacht. Bonnafous transmet à Knochen la proposition d'Adrien Marquet d'établir un lien direct avec un homme de confiance d'Hitler afin de contourner l'administration militaire allemande.
Après l'éviction de Marquet du gouvernement, Bonnafous est nommé préfet à Constantine (département de Constantine) et à Marseille (Bouches-du-Rhône). Au retour de Laval, en 1942, il devient secrétaire d'État puis ministre de l'Agriculture et du Ravitaillement. Il ne cesse d'être ministre qu'en janvier 1944, au moment où son vieux rival Philippe Henriot devient membre du gouvernement.
Parmi les « hommes de Pétain », il est classé aujourd’hui parmi les collaborationnistes, plus proche de Laval que de Pétain, sans être pro-nazi. En novembre 1942, il fait partie des ministres qui ne soutiennent pas le texte de protestation rédigé par Weygand pour réagir à l'invasion de la zone sud .
Il est décoré de l'ordre de la Francisque.

### À la Libération
Il est frappé d'indignité nationale à la Libération, puis rapidement relevé de cette indignité pour son attitude vis-à-vis de l'occupant, en particulier lors des nombreux entretiens avec les Allemands à l'hôtel Majestic, où il s'efforce « d'atténuer le plus possible leurs impositions et de résister à leurs exigences ». Le 2 décembre 1948, Bonnafous obtient un non-lieu pour charges insuffisantes.
Il se retire de la vie politique, à Nice. À la mort de sa première femme, il épouse, en 1961, l'actrice Gaby Morlay, sa maîtresse, qui décède en 1964. Il meurt à Nice le 16 octobre 1975, remarié à une amie de Gaby Morlay.

### Sources
- Biographie dans : Simon Epstein, Un paradoxe français : antiracistes dans la Collaboration, antisémites dans la Résistance, Albin Michel, 2008, p. 50-51
- Article « Bonnafous Max », d'Anne-Martine Fabre, in : Dictionnaire des ministres de 1789 à 1989 Paris, Perrin, 1990  (ISBN 978-2-226-17915-9)
- Article « Bonnafous Max, Jean-Marie, Antoine », par Justinien Raymond, in le Maitron, 2008, 2020